# Ribelle - The Brave
Ribelle - The Brave (Brave) è un film d'animazione del 2012 diretto da Mark Andrews, Brenda Chapman e Steve Purcell (quest'ultimo in veste di co-regista), 13º lungometraggio prodotto dalla Pixar Animation Studios, vincitore del premio Oscar 2013 come Miglior film d'animazione.
Inizialmente diretto dalla Chapman, il film è poi passato nelle mani di Andrews (collaboratore di Brad Bird e già autore del corto One Man Band) a causa di divergenze creative tra John Lasseter e la Chapman, che rimane comunque accreditata come regista.

## Trama
Nel giorno del suo sesto compleanno, la piccola principessa Merida riceve in dono dal padre il re Fergus di DunBroch un arco; sua madre, la regina Elinor, esprime il proprio disappunto, poiché una principessa dovrebbe dedicarsi ad attività femminili. Andando a recuperare una freccia lanciata per errore nella foresta, Merida vede per la prima volta i fuochi fatui, spiritelli che hanno il potere di condurre chi li segue verso il proprio destino; così facendo, tuttavia, la principessa risveglia anche il malvagio orso Mor'du, che attacca la principessa e i suoi genitori. Fergus combatte l'orso, perdendo così la gamba sinistra, che in seguito verrà sostituita con una di legno.
Dieci anni dopo, Merida è una ragazza coraggiosa, ribelle e sognatrice ed è diventata sorella maggiore di tre pestiferi gemelli, Harris, Hubert e Hamish. Abilissima cavallerizza, fa lunghe cavalcate insieme al suo cavallo Angus, un bellissimo Shire; è anche un'arciera infallibile, grazie all'arco regalatole dal padre. Una sera, Elinor informa Merida che i primogeniti dei clan MacGuffin, Macintosh e Dingwall, che governano alcuni territori di suo padre, la chiederanno in sposa: il futuro marito di Merida sarà scelto con delle gare di abilità. La ragazza vorrebbe essere libera di scegliere se sposarsi e con chi, ma la madre le ricorda che è suo dovere accettare la tradizione: il suo rifiuto potrebbe compromettere la stabilità di DunBroch. 
All'arrivo dei tre clan, Elinor annuncia che solo il primogenito delle famiglie nobili potrà gareggiare: Merida decide quindi di partecipare per vincere la sua stessa mano, e sceglie come disciplina di gara il tiro con l'arco. Durante la gara, Merida umilia i pretendenti centrando tutti i bersagli, offendendo sia i capi dei clan che sua madre. Durante il litigio che ne segue, Merida strappa un arazzo fatto dalla madre, mentre Elinor getta l'arco di Merida nel fuoco, salvo poi tirarlo fuori poco dopo, non appena resasi conto di quello che ha fatto. Disperata, Merida scappa nella foresta, dove vede apparire nuovamente i fuochi fatui. Seguendoli, la ragazza si ritrova nella bottega di una vecchia intagliatrice di legno, che in realtà è una strega. In cambio di un ciondolo d'argento, Merida le chiede un incantesimo che sia in grado di cambiare la madre ed anche il suo stesso destino. La strega prepara per lei un dolce magico, che dovrà essere dato in pasto alla madre; la strega scompare però prima di rivelare a Merida come funziona l'incantesimo.
Tornata al castello, Merida fa mangiare il dolce alla madre: questo causa la trasformazione di Elinor in un'orsa, conservando però la propria personalità. Merida è costretta a nascondere Elinor da Fergus, che dopo l'incontro con Mor'du odia tutti gli orsi. Le due tornano alla capanna della strega, ma la trovano vuota; la vecchia ha però lasciato un messaggio per Merida: l'unico modo per spezzare l'incantesimo è "ricucire lo strappo che l'orgoglio ha causato"; se ciò non avverrà entro due giorni, Elinor resterà per sempre un'orsa.
Il mattino seguente, Merida ed Elinor vanno a pesca insieme; le due si divertono e imparano a conoscersi meglio, ma poco dopo Elinor aggredisce Merida: pur fermandosi in tempo, le due capiscono che l'incantesimo sta per diventare irreversibile. Seguendo i fuochi fatui, Merida e sua madre giungono alle rovine di una sala del trono; qui Merida capisce che la leggenda che sua madre le raccontava sempre, secondo cui il primogenito di quattro fratelli, avido di potere, finisce per fare la guerra agli altri e condurre alla rovina il suo regno, è vera: il primogenito è stato trasformato nell'orso Mor'du con lo stesso incantesimo lanciato su Elinor. Il malefico orso, poco dopo, attacca madre e figlia, che però riescono a mettersi in salvo.
Merida è convinta che lo strappo di cui la strega parlava fosse quello nell'arazzo di sua madre: le due fanno ritorno al castello, dove trovano i clan che si azzuffano tra loro a causa del rifiuto di Merida. Nel tentativo di distrarre i presenti per far raggiungere a sua madre la stanza dell'arazzo, Merida riesce a convincere i capi di lasciare i primogeniti liberi di sposarsi con chi desiderano. Una volta rappacificati i clan, Merida e l'orsa Elinor si rifugiano nella stanza, dove cercano di ricucire lo strappo nell'arazzo. Intanto Fergus, scoprendo i vestiti strappati di Elinor, si convince che la moglie sia stata uccisa dall'orsa e l'attacca. Elinor fugge nel bosco inseguita dal marito e dai suoi uomini, mentre Merida viene rinchiusa a chiave nella sua stanza.
Grazie ai tre gemelli, nel frattempo trasformatisi anche loro in orsi per aver mangiato il resto del dolce, Merida riesce a ricucire l'arazzo e a raggiungere il bosco dove Fergus, accompagnato dai guerrieri del clan, ha catturato la madre: Merida riesce a evitare che il re la uccida, ma poco dopo irrompe Mor'du, che attacca i presenti. Elinor lotta con lui e alla fine riesce a farlo finire schiacciato da un menhir: lo spirito del sovrano ritrova la pace e diventa un fuoco fatuo. Nonostante l'arazzo sia integro, l'orsa non si ritrasforma in Elinor: Merida abbraccia sua madre in lacrime, dicendole che la rivorrebbe come prima e che le è grata per tutte le volte che le è stata accanto, dichiarando anche di volerle bene: questo era lo strappo da sanare. L'incantesimo si spezza ed Elinor ritorna umana; anche i tre cuccioli d'orso ridiventano vivaci bambini e corrono tra le braccia del padre Fergus. I lord tornano ai rispettivi regni senza serbare più alcun rancore, e Merida governerà da nubile, col supporto di sua madre.

## Personaggi
- Merida: figlia del re Fergus e della regina Elinor, è la protagonista del film. Dal carattere ribelle e contraria per natura alle tradizioni e alle educate maniere di sua madre, possiede molto coraggio e notevoli capacità nel tiro con l'arco, che dimostra senza timore di fronte a tutti durante la gara per la scelta del pretendente. Ha ereditato dal padre i capelli rosso fuoco e gli occhi blu.
- Lord Fergus di DunBroch: è il monarca leader del suo clan ed anche il padre di Merida. Ha una folta chioma rossa e la barba crespa, ridenti occhi azzurri, un fisico possente e la gamba sinistra di legno. Indossa, come tutti gli altri uomini, il tipico kilt scozzese, porta sulle spalle un immenso mantello di pelliccia di orso nero e al fianco porta sempre una larga spada d'acciaio molto affilata in un fodero di pelle marrone. Oltre alla spada, Fergus ha come altre armi oltre una lancia e un grosso arco da caccia, e sarà da lui che Merida prenderà la passione per il tiro con l'arco. Fergus viene presentato come un tipo spiritoso e pieno di sarcasmo, completamente dedito alla moglie e ai figli, con cui sembra avere un rapporto di completa fiducia e confidenza. Odia però gli orsi perché uno di essi, di nome Mor'du, gli ha staccato una gamba anni prima, spingendolo a diventare un abilissimo ed espertissimo cacciatore di orsi: nel suo castello si trovano molti trofei e orsi impagliati su cui Fergus scaglia le sue armi fingendo che essi siano Mor'du, contro cui cerca vendetta.
- Elinor: è la regina e la madre di Merida. Ha lunghissimi capelli castano scuro lisci legati in due trecce e occhi castani; è una donna tenace e legata alle tradizioni del suo regno. Determinata ed autorevole, è rispettata da tutti i lord. Nonostante abbia un rapporto burrascoso con sua figlia, quando le getta l'arco nel camino e sua figlia se ne va, lei lo riprende e viene colta da un profondo rimorso, e questo fa capire che Elinor ama sua figlia ugualmente. Dopo che sua figlia le fa assaggiare il dolce magico della strega, lei si trasformerà in un orso e verrà perseguitata dal re e dall'esercito, ma alla fine dopo che sua figlia afferma sinceramente di volerle bene, lei ritorna ad essere un'umana.
- Harris, Hubert e Hamish: fratellini di Merida, sono gemelli e sono le tre piccole pesti della famiglia reale. Sono molto golosi e sempre impegnati a combinare qualche disastro. Vengono rappresentati come dei bambini molto agili e molto intelligenti, nonostante non sappiano ancora parlare. Come Fergus e Merida, hanno i capelli rossi ricci e gli occhi blu. Parallelamente alla loro madre, si trasformeranno anche loro in tre orsetti dopo aver mangiato per gioco il dolce della strega ma alla fine del film torneranno umani.
- La strega: un'eccentrica vecchia strega, per niente malvagia, abile intagliatrice di legno. Aiuta Merida a ottenere ciò che desidera, anche se si dimentica di spiegarle i dettagli tutt'altro che trascurabili dell'incantesimo fatto per Elinor.
- Lord MacGuffin: è un tipo tutto muscoli e dignità, vedovo. Sebbene sia un uomo di poche parole, ha una reputazione da lord placido e saggio. Eppure come gli altri lord, non si sottrae mai a una zuffa o a una grassa e sonora risata.
- Lord Macintosh: vedovo, filiforme, nervoso e a volte strambo leader del suo clan, è sempre sull'orlo di una crisi di nervi. Ha un sorriso fiero e un aspetto selvaggio, con il corpo dipinto con pitture di guerra blu e il petto in fuori, coperto solo dal kilt scozzese. È sempre pronto a buttarsi in una mischia.
- Lord Dingwall: lord basso e tozzo, vedovo, scontroso, severo, irascibile e combattivo, non si fa fermare da chi è più alto di lui e, quando c'è da combattere o far risse, non si tira indietro. Sempre presente quando si tratta di fare baldoria, non teme alcun avversario, neanche i più corpulenti.
- Giovane MacGuffin: parla con un incomprensibile dialetto scozzese. È il primogenito di MacGuffin ed è un tipo enorme ma timido.
- Giovane Macintosh: in qualità di primo figlio di un lord, il giovane Macintosh si reputa perfetto: fisico atletico anche se magro, fascinoso anche se non bello, capelli neri con lunghi riccioli. Tuttavia, vanità e ragazze devote lo distraggono facilmente.
- Giovane Dingwall: goffo, innocente e spesso con la testa tra le nuvole, è lo strano ed unico figlio di Lord Dingwall. Dimostra un'energia davvero inusuale per le sue piccole dimensioni, e suo padre ne fa spesso e volentieri uso come un vero e proprio cane da attacco.
- Il corvo: animale domestico della strega, capace di parlare. È un corvo nero con gli occhi gialli e il piumaggio malconcio a causa dei vari colpi subiti dalla strega o dalla sua scopa.
- Angus: nero come la notte con muso e barbetta avorio, è il possente cavallo Shire di Merida, nonché suo migliore confidente e compagno di avventure.
- Mor'du: unico antagonista del film. È un grosso e gigantesco orso mannaro nero, con un occhio sfregiato e pieno di ferite e di frecce conficcate sul corpo. È un mostruoso esemplare feroce, potente ed aggressivo che ha staccato una gamba a Fergus e c'e una intensa oscurità tra i due. In realtà Mor'du è il principe di cui si racconta nelle leggende, che causava anni prima la distruzione dell'antico regno.
- Maudie: è la paurosa cameriera del castello di Merida; è la vittima preferita degli scherzi di Harris, Hubert ed Hamish che ogni volta rubano e mangiano i dolci che ella cucina.

## Produzione
Il film si basa su una storia originale chiamata The Bear and the Bow, ideata da Brenda Chapman nel 2008. La Chapman voleva realizzare una fiaba che parlasse del suo rapporto difficoltoso con sua figlia. Per il film decise di utilizzare uno stile che richiamasse le fiabe classiche dei Fratelli Grimm e di Hans Christian Andersen. Nell'Ottobre 2010, a causa di alcune divergenze creative tra il direttore creativo della Pixar John Lasseter e la Chapman, quest'ultima abbandonò il progetto e fu sostituita da Mark Andrews, che ribattezzò il film Brave.

### Cast
Gli attori interpreti sono: Julie Walters, Billy Connolly, Emma Thompson, Craig Ferguson, Robbie Coltrane, John Ratzenberger e Kelly Macdonald. Quest'ultima sostituisce Reese Witherspoon, inizialmente ingaggiata nel ruolo della protagonista Merida, ma in seguito sostituita a causa degli impegni contratti dall'attrice.
Nei titoli di coda del film è presente un ringraziamento a Steve Jobs.

## Colonna sonora
Tra le canzoni presenti nella colonna sonora italiana sono presenti il brano Il cielo toccherò (traduzione del testo inglese Touch the sky) e Tra vento e aria (Into the open air) di Julie Fowlis, interpretate dalla cantante Noemi.
Tra gli altri brani, sono presenti alcuni testi in gaelico scozzese tra cui Noble maiden fair e Tha Mo Ghaol Air Aird A' Chuain.

## Distribuzione
I dialoghi e la direzione del doppiaggio sono a cura di Carlo Valli, mentre l'adattamento delle canzoni è stato curato da Lorena Brancucci. Ermavilo come direttore musicale, per conto della Dubbing Brothers Int. Italia.
Il primo teaser trailer in lingua originale è stato distribuito il 27 giugno 2011. Il primo trailer in lingua italiana è invece stato distribuito il 29 giugno 2011. Il secondo trailer è stato distribuito in lingua originale il 16 novembre 2011 e nella versione in lingua italiana il 24 novembre. Nonostante la distribuzione di due trailer e di una locandina, che riportavano come titolo del film Brave - Coraggiosa e ribelle, il 2 febbraio 2012 la Walt Disney Company Italia ha cambiato il titolo del film in Ribelle - The Brave. Il 24 aprile 2012 è stato diffuso online un ulteriore trailer italiano, riportante il nuovo titolo del film.
Dopo che la data d'uscita era stata inizialmente fissata al 15 giugno, Ribelle ha debuttato nei cinema americani il 22 giugno 2012, mentre in quelle italiane il 5 settembre dello stesso anno. In occasione dell'uscita del film, in tutte le sale cinematografiche italiane le donne e le bambine con capelli rossi sono entrate gratis.

### Cortometraggio allegato
Prima del film è stato proiettato il cortometraggio La luna, di Enrico Casarosa.

## Accoglienza

### Critica
Il film è stato apprezzato da gran parte della critica. Detiene il 79% delle preferenze sul sito di recensioni Rotten Tomatoes con il seguente commento: “Ribelle- the Brave offre al pubblico dei giovani ed ai fans dei racconti fantastici una travolgente avventura fantastica con una spirale dalla quale è impossibile distaccarsi e una sorprendente profondità”; invece su Metacritic detiene una media di 69.
Il critico cinematografico Roger Ebert ha detto: "La buona notizia è che ai più giovani piacerà molto; la cattiva notizia è che gli adulti ne rimarranno delusi se sperano che sia all'altezza dei vecchi Capolavori Disney•Pixar".

### Incassi
Negli Stati Uniti la pellicola ha ricavato 66.300.000 dollari la prima settimana e 237.283.207 in totale. In Italia il film ha incassato 2.883.412 di euro la prima settimana e in totale 9.288.608. Globalmente il film d'animazione è arrivato a 538.983.207 dollari.

## Riconoscimenti
- 2013 - Premio Oscar
  - Miglior film d'animazione a Mark Andrews e Brenda Chapman
- 2013 - Golden Globe
  - Miglior film d'animazione
- 2013 - Premio BAFTA
  - Miglior film d'animazione
- 2013 - Saturn Award
  - Nomination Miglior film d'animazione
- 2012 - Chicago Film Critics Association Awards
  - Nomination Miglior film d'animazione
- 2013: - Grammy Award
  - Nomination Miglior canzone (Learn Me Right) a Mumford & Sons
- 2012 - Satellite Award
  - Nomination Miglior film d'animazione o a tecnica mista
  - Nomination Miglior canzone originale (Learn Me Right) a Birdy e Mumford & Sons
- 2013 - Critics' Choice Awards
  - Nomination Miglior film d'animazione
  - Nomination Miglior canzone originale (Learn Me Right) a Birdy e Mumford & Sons
- 2013 - Golden Reel Award
  - Nomination Miglior montaggio sonoro (Effetti sonori)
- 2012 - Phoenix Film Critics Society Awards
  - Nomination Miglior film d'animazione
- 2012 - San Diego Film Critics Society Awards
  - Nomination Miglior film d'animazione
- 2012 - St. Louis Film Critics Association Awards
  - Nomination Miglior film d'animazione a Mark Andrews e Brenda Chapman
- 2012 - Visual Effects Society
  - Miglior film d'animazione a Mark Andrews, Brenda Chapman, Katherine Sarafian, Steve May e Bill Wise
  - Miglior personaggio animato (Merida) a Kelly Macdonald, Travis Hathaway, Olivier Soares, Peter Sumanaseni e Brian Tindall
  - Miglior ambiente (La foresta) a Tim Best, Steve Pilcher, Inigo Quilez e Andy Whittock
  - Miglior simulazione d'animazione a Chris Chapman, Dave Hale, Michael O'Brien e Bill Watral
- 2013 - Eddie Award
  - Miglior montaggio a Nicholas C. Smith e Robert Grahamjones
- 2013 - Annie Award
  - Miglior scenografia a Steve Pilcher
  - Miglior montaggio a Nicholas C. Smith, Robert Grahamjones e David Suther
  - Nomination Miglior film d'animazione
  - Nomination Miglior doppiaggio a Kelly Macdonald
  - Nomination Miglior sceneggiatura a Mark Andrews, Steve Purcell, Brenda Chapman e Irene Mecchi
  - Nomination Migliori effetti animati a Bill Watral, Chris Chapman, Dave Hale, Keith Daniel Klohn e Michael O'Brien
  - Nomination Migliore animazione dei personaggi a Dan Nguyen, Jaime Landes Roe e Travis Hathaway
  - Nomination Miglior colonna sonora a Patrick Doyle, Mark Andrews e Alex Mandel
- 2013 - ASCAP Award
  - Top Box Office Films a Patrick Doyle
- 2013 - Artios Award
  - Nomination Miglior casting per un film d'animazione a Kevin Reher e Natalie Lyon
- 2013 - Central Ohio Film Critics Association Awards
  - Nomination Miglior film d'animazione
- 2013 - Golden Trailer Awards
  - Miglior spot originale TV
  - Nomination Miglior film d'animazione/spot TV per la famiglia
- 2012 - Golden Trailer Awards
  - Nomination Miglior trailer di film d'animazione straniero/per la famiglia
- 2013 - Kids' Choice Awards
  - Nomination Miglior film d'animazione
- 2012 - New York Film Critics Circle Awards
  - Nomination Miglior film d'animazione
- 2013 - PGA Award
  - Nomination Miglior produzione di un film d'animazione a Katherine Sarafian
- 2013 - Russian National Movie Awards
  - Nomination Miglior film d'animazione
- 2012 - Washington DC Area Film Critics Association Awards
  - Nomination Miglior film d'animazione
- 2013 - Alliance of Women Film Journalists
  - Miglior animazione femminile (Merida) a Kelly Macdonald
  - Nomination Miglior film d'animazione a Mark Andrews e Brenda Chapman
- 2012 - Awards Circuit Community Awards
  - Nomination Miglior film d'animazione a Katherine Sarafian
- 2013 - Behind the Voice Actors Awards
  - Miglior doppiaggio femminile a Julie Walters
  - Nomination Miglior doppiaggio femminile a Kelly Macdonald
- 2013 - Cinema Audio Society
  - Miglior montaggio sonoro in un film d'animazione a Bobby Johanson, Tom Johnson, Gary Rydstrom, Andrew Dudman e Frank Rinella
- 2013 - Georgia Film Critics Association
  - Miglior film d'animazione
- 2013 - Gold Derby Awards
  - Nomination Miglior film d'animazione a Mark Andrews e Brenda Chapman
- 2012 - Golden Schmoes Awards
  - Nomination Miglior film d'animazione
- 2012 - Hollywood Post Alliance
  - Nomination Miglior suono a Gary Rydstrom, Tom Johnson, Gwendolyn Yates Whittle, E.J. Holowicki e Skywalker Sound
- 2012 - Houston Film Critics Society Awards
  - Nomination Miglior film d'animazione
  - Nomination Miglior canzone originale (Learn Me Right) a Mumford & Sons
  - Nomination Miglior canzone originale (Touch the Sky) a Alex Mandel e Mark Andrews
- 2012 - IGN Summer Movie Awards
  - Nomination Miglior film d'animazione
  - Nomination Miglior film 3D
- 2013 - International Film Music Critics Award
  - Nomination Miglior colonna sonora originale per un film d'animazione a Patrick Doyle
- 2013 - International Online Cinema Awards
  - Nomination Miglior film d'animazione a Mark Andrews e Brenda Chapman
- 2013 - Iowa Film Critics Awards
  - Miglior film d'animazione
- 2013 - Italian Online Movie Awards
  - Nomination Miglior film d'animazione a Brenda Chapman e Steve Purcell
- 2013 - North Carolina Film Critics Association
  - Nomination Miglior film d'animazione
- 2013 - Online Film & Television Association
  - Nomination Miglior film d'animazione a Katherine Sarafian
  - Nomination Miglior performance fuoricampo a Billy Connolly
  - Nomination Miglior performance fuoricampo a Kelly Macdonald
- 2013 - Online Film Critics Society Awards
  - Nomination Miglior film d'animazione
- 2012 - Toronto Film Critics Association Awards
  - Nomination Miglior film d'animazione
- 2012 - Village Voice Film Poll
  - Miglior film d'animazione
- 2012 - Women Film Critics Circle Awards
  - Nomination Miglior film d'animazione

## Altri media
Durante l'estate 2012 la Disney Interactive Studios ha pubblicato il videogioco per Xbox 360 e PlayStation 3 Ribelle - The Brave: Il videogioco. Inoltre Merida è disponibile come personaggio sbloccabile nel videogioco Disney Infinity 2.0 - Marvel Super Heroes a partire dalla fine del 2014.
I personaggi di Ribelle appaiono nella prima parte della quinta stagione della serie televisiva C'era una volta.
Uno spin-off è stato fatto sugli eventi precedenti alla storia, La leggenda di Mor'du.